# ورا-مایسنر
ورا-مایسنر (به آلمانی: Werra-Meißner-Kreis) یک منطقهٔ روستایی در آلمان است که در کاسل واقع شده‌است.

## خصوصیات
ورا-مایسنر ۱۰۰،۰۴۶ نفر جمعیت دارد.